# Sonkoly Gábor
Sonkoly Gábor (Budapest, 1969. május 1.) magyar történész. Az Eötvös Loránd Tudományegyetem Bölcsészettudományi Kar egykori dékánja és a Történeti Intézet habilitált oktatója. A Bhaktivedanta Hittudományi Főiskola címzetes főiskolai tanára.

## Tanulmányai és oktatói karrier
1993-ban végzett az ELTE Bölcsészettudományi Kar angol-történelem szakán.
1993-1994-ben írta meg és védte meg kisdoktori értekezését.
2000-ben szerzett doktori címet a párizsi École des Hautes Études en Sciences Sociales.
2018 és 2021 között az ELTE Bölcsészettudományi Kar dékánja volt. 2018-ban azt nyilatkozta a Magyar Időkben, hogy létszámleépítéssel kellene megoldani az ELTE Bölcsészettudományi Karon és az ELTE Természettudományi Karon a felhalmozott hiányt.
2020-ban Nemzeti Érdemrend Lovagjának nevezte ki Emmanuel Macron köztársasági elnök.
Egy 2021-ben készült interjúban azt mondta, hogy "Nem létezik bölcsész munkanélküliség". Utolsó dékáni napján, azt nyilatkozta, hogy "a dékánság alázatot és bátorságot adott".

## Publikációi
A Google Tudós alapján az alábbi kéziratok a legidézettebbek:
- Sonkoly, G. (2017). Historical urban landscape. Palgrave Macmillan.[11]
- Sonkoly, G., & Vahtikari, T. (2018). Innovation in cultural heritage: for an integrated European research policy. European Commission, Publications Office.[12]